# Flip Your Wig
Flip Your Wig é o quarto álbum de estúdio da banda Hüsker Dü, lançado em Setembro de 1985.
Foi o último disco editado com a gravadora SST Records.

## Faixas

### Lado 1
1. "Flip Your Wig" – 2:33
2. "Every Everything" – 1:56
3. "Makes No Sense at All" – 2:43
4. "Hate Paper Doll" – 1:52
5. "Green Eyes" - 2:58
6. "Divide and Conquer" – 3:42
7. "Games" – 4:06

### Lado 2
1. "Find Me" – 4:05
2. "The Baby Song" – 0:46
3. "Flexible Flyer" – 3:01
4. "Private Plane" – 3:17
5. "Keep Hanging On" – 3:15
6. "The Wit and the Wisdom" - 3:41
7. "Don't Know Yet" – 2:14

## Créditos
- Bob Mould – Guitarra, baixo, piano, vocal, percussão
- Greg Norton – Baixo
- Grant Hart – Bateria, vocal, percussão